# Понтьяк-Вьельпент
Понтья́к-Вьельпе́нт (фр. Pontiacq-Viellepinte) — коммуна во Франции, находится в регионе Аквитания. Департамент — Атлантические Пиренеи. Входит в состав кантона Пе-де-Морлаас и дю Монтанерес. Округ коммуны — По.
Код INSEE коммуны — 64454.

## География

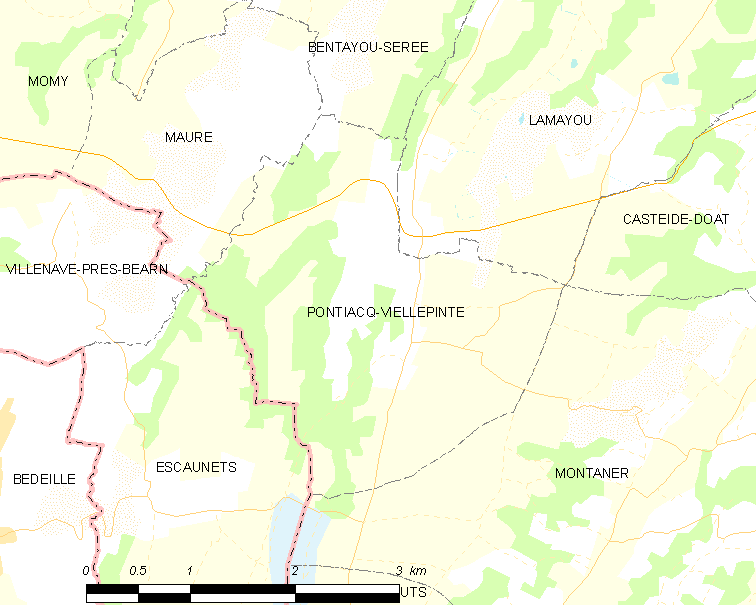
Карта коммуны

Коммуна расположена приблизительно в 640 км к югу от Парижа, в 170 км южнее Бордо, в 27 км к востоку от По.
По территории коммуны протекают реки Карбуэр, Луэт и Эза.

### Климат
Климат тёплый океанический. Зима мягкая, средняя температура января — от +5°С до +13°С, температуры ниже −10 °C бывают редко. Снег выпадает около 15 дней в году с ноября по апрель. Максимальная температура летом порядка 20-30 °C, выше 35 °C бывает очень редко. Количество осадков высокое, порядка 1100 мм в год. Характерна безветренная погода, сильные ветры очень редки.

## Население
Население коммуны на 2010 год составляло 142 человека.
| 1962 | 1968 | 1975 | 1982 | 1990 | 1999 | 2010 |
| ---- | ---- | ---- | ---- | ---- | ---- | ---- |
| 152  | 140  | 127  | 116  | 131  | 110  | 142  |

## Администрация
| Период | Период | Фамилия    | Партия | Примечания |
| ------ | ------ | ---------- | ------ | ---------- |
| 1995   | 2020   | Жан Кобьос |        |            |

## Экономика
В 2010 году среди 90 человек трудоспособного возраста (15-64 лет) 67 были экономически активными, 23 — неактивными (показатель активности — 74,4 %, в 1999 году было 74,6 %). Из 67 активных жителей работали 64 человека (34 мужчины и 30 женщин), безработных было 3 (2 мужчин и 1 женщина). Среди 23 неактивных 5 человек были учениками или студентами, 14 — пенсионерами, 4 были неактивными по другим причинам.

## Достопримечательности
- Церковь Св. Петра в деревне Вьельпент (XVI век)[4]
- Церковь Св. Петра в деревне Понтьяк (XVII век)[5]